# Carlowrightia hintonii
Carlowrightia hintonii är en akantusväxtart som beskrevs av T.F. Daniel. Carlowrightia hintonii ingår i släktet Carlowrightia och familjen akantusväxter. Inga underarter finns listade i Catalogue of Life.